# Fridolin Sicher
Fridolin Sicher (Bischofszell, 6 marzo 1490 – Bischofszell, 13 giugno 1546) è stato un compositore e organista svizzero.

## Biografia
Studiò organo all'età di 13 anni con Martin Vogelmaier, organista della cattedrale di Costanza. Divenne poi organista a Bischofszell. Nel 1512 tornò a Costanza per perfezionare lo studio dell'organo con Hans Buchner, allievo di Hofhaimer. Alla fine del 1515 o all'inizio del 1516 si recò a San Gallo come organista della chiesa collegiata.
Attivo anche come scrittore, Sicher fu costretto a lasciare San Gallo nel 1531 a causa della Riforma e andò (forse su raccomandazione di Glareano) a Ensisheim, in Alsazia, dove fu nominato organista della chiesa di San Michele.
Sei anni dopo, mutata la situazione politica e religiosa, tornò in Svizzera a Bischofszell, e lì fu creato organista e cappellano. Nel 1545 subì un intervento dal quale non si riprese mai più.
Tra il 1512 e il 1521 Sicher compilò il libro d'organo di San Gallo, con l'aggiunta di un'appendice nel 1531, in cui è compresa anche una sua composizione, Resonet in Laudibus. A lui è stato attribuito anche un libro di canti in notazione mensurale.